# Shadow King (Album)
Shadow King ist das einzige von der gleichnamigen Hard-Rock-Band veröffentlichte Album.

## Hintergrund
Sänger Lou Gramm hatte nach zwei erfolgreichen Soloalben die Band Foreigner verlassen und gründete mit dem Gitarristen Vivian Campbell, der bei den Riverdogs ausgestiegen war, 1991 die Band Shadow King. Gramm brachte als Bassisten Bruce Turgon mit in die Gruppe, mit dem er schon vor seiner Zeit bei Foreigner in der Band Black Sheep gearbeitet hatte. Das Quartett wurde durch den Schlagzeuger Kevin Valentine, einen bekannten US-amerikanischen Sessionmusiker, vervollständigt.
Unter Leitung des Produzenten Keith Olsen nahm die Gruppe in den Goodnight LA Studios ihr Debütalbum auf, für das Gramm und Turgon beinahe alle Lieder schrieben.
Das Album wurde am 1. Oktober 1991 veröffentlicht, als Single wurde der Titel I Want You ausgekoppelt.
Band und Album war kein kommerzieller Erfolg beschieden. Campbell bekam das Angebot, als Nachfolger des verstorbenen Steve Clark bei Def Leppard einzusteigen, und nahm es an. Shadow King traten nur ein einziges Mal, nämlich am 13. Dezember 1991, bei einem Konzert im London Astoria auf, danach löste die Gruppe sich auf.
Das Album wurde 2018 von Rock Candy Records neu gemastert und wiederveröffentlicht.

## Titelliste
| Nr. | Titel                       | Autor(en)                   | Länge |
| --- | --------------------------- | --------------------------- | ----- |
| 1.  | What Would It Take          | Lou Gramm / Bruce Turgon    | 4:23  |
| 2.  | Anytime, Anywhere           | Lou Gramm / Bruce Turgon    | 4:26  |
| 3.  | Once Upon a Time            | Lou Gramm / Bruce Turgon    | 5:23  |
| 4.  | Don’t Even Know I’m Alive   | Lou Gramm / Bruce Turgon    | 5:08  |
| 5.  | Boy                         | Lou Gramm / Bruce Turgon    | 4:03  |
| 6.  | I Want You                  | Lou Gramm / Bruce Turgon    | 4:29  |
| 7.  | This Heart of Stone         | Lou Gramm / Bruce Turgon    | 4:36  |
| 8.  | Danger in the Dance of Love | Lou Gramm / Bruce Turgon    | 3:57  |
| 9.  | No Man’s Land               | Lou Gramm / Bruce Turgon    | 4:12  |
| 10. | Russia                      | Vivian Campbell / Lou Gramm | 3:45  |

## Rezeption
Rock Hard schrieb 1991 zum Album, Gramm scheine „erkannt zu haben, dass ein großer Name nicht immer Garant für durchschlagenden Erfolg“ sei, eine „exzellente Begleitband da jedoch schnell Abhilfe schaffen“ könne. Daher habe er eine „mehr als schlagkräftige Truppe um sich geschart.“ Das Ergebnis sei „AOR vom Feinsten.“ Mit Songs wie dem „superben“ Opener What Would It Take, dem eingängigen Once Upon A Time, dem atmosphärischen I Want You oder der Ballade Russia habe „Mr. Gramm wieder mal bewiesen, dass er immer noch zum Besten gehört, was der Melodic Rock zu bieten“ habe.
Rocks schrieb über die Neuausgabe 2018:
Wie Gramm sich „die Zukunft seiner alten Band vorgestellt hatte,“ habe er mit Shadow King klargestellt. Das Album wirke, „eingebettet in ein von frischer Kühle durchflutetes Sounddesign von Keith Olsen,“ wie eine „härtere Ausgabe der Soloplatten“ des Sängers. Gramm selbst steuere zum „beachtlichen Energielevel“ bei, indem er singe, „als ginge es ums nackte Überleben.“